# نورمن جانسون (ریاضی‌دان)
نورمن جانسون (انگلیسی: Norman Johnson؛ ۱۲ نوامبر ۱۹۳۰ – ۱۳ ژوئیهٔ ۲۰۱۷) ریاضی‌دان آمریکایی در کالج ویتون در نورتون، ماساچوست بود.

## اوایل زندگی
نورمن جانسون در ۱۲ نوامبر ۱۹۳۰ در شیکاگو زاده شد. پدرش کتاب‌فروشی داشت و روزنامه‌ای محلی منتشر می‌کرد.